# Aname coenosa
Aname coenosa là một loài nhện trong họ Nemesiidae.
Aname coenosa được miêu tả năm 1918 bởi Rainbow & Pulleine.